# Цамрюк, Александр Александрович
Александр Александрович Цамрюк (1 июня 1950, Самарканд — 22 июля 2012, Краснодар) — советский и российский шахматист, мастер спорта СССР (1981).
Детство и юность провел в Узбекской ССР. Неоднократно участвовал в республиканских чемпионатах. В составе сборной Узбекской ССР участвовал в VI Спартакиаде народов СССР (Рига, 1975 г.; сборная победила во 2-м финале).
Позже переехал в Краснодар. Жил в Тимашевске.
В чемпионате России среди ветеранов 2011 г. разделил 3—8 места.
Добился значительных успехов в игре по переписке. В 14-м чемпионате СССР (1979—1980 гг.) набрал 10 очков из 16 и завоевал бронзовую медаль (уступил по дополнительным показателям М. Ю. Архангельскому). В 6-м командном чемпионате СССР (1978—1981 гг.), выступая за сборную Узбекской ССР, показал лучший результат на 1-й доске (11½ из 16).
Занимался тренерской работой. Среди воспитанников гроссмейстеры Т. А. Вахидов и А. В. Барсов.